# Anita Görbicz
Anita Görbicz (Veszprém, 13 maggio 1983) è un'ex pallamanista ungherese, di ruolo centrale o ala sinistra.
Ha giocato per il Győri ETO KC per l'intera carriera. Ha fatto parte della nazionale ungherese dal 2002 al 2017.
Ha vinto il premio di migliore giocatrice IHF dell'anno 2005.

## Carriera

### Club

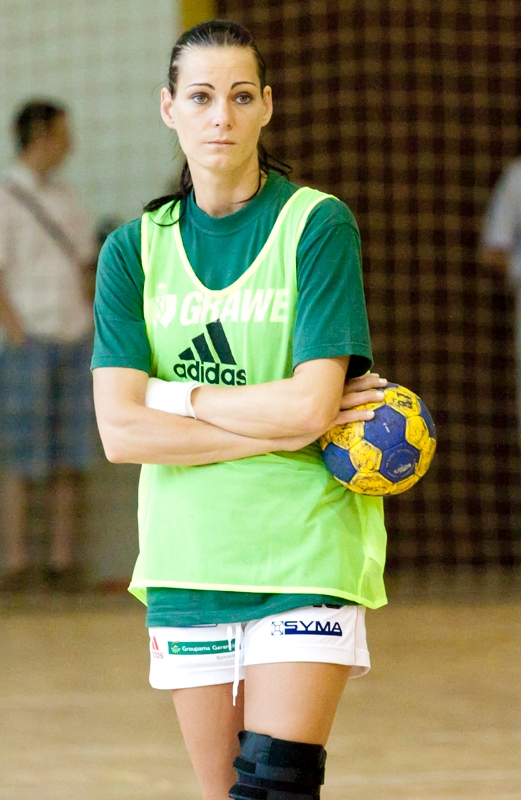
Anita Görbicz nel 2011 con la maglia del Győri ETO.

Anita Görbicz ha giocato per il Győri ETO KC per l'intera carriera. Entrò a far parte della società all'età di 10 anni e per più di vent'anni è stata nella rosa della prima squadra. A livello nazionale, ha vinto col Győri ETO il campionato ungherese per 13 volte e la coppa d'Ungheria per 15 volte. A livello internazionale, ha vinto l'EHF Champions League per 5 volte e giocato la finale in altre tre occasioni. Ha vinto il premio come migliore giocatrice IHF dell'anno 2005, grazie alle prestazioni col club, avendo vinto campionato e coppa nazionale ed essendo arrivata alla finale della Coppa delle Coppe, nonché grazie alle prestazioni in nazionale.
Nel 2008 ha vinto la classifica delle migliori marcatrici del campionato ungherese, assieme a Renáta Mörtel. Nel 2012 ha vinto la classifica delle migliori marcatrici dell'EHF Champions League con 133 reti realizzate, in un'edizione che vide le montenegrine del Budućnost Podgorica vincere il torneo proprio sul Győri ETO grazie al maggior numero di reti realizzate in trasferta nella doppia finale. Ha vinto la classifica delle migliori marcatrici anche nell'edizione 2013-14 dell'EHF Champions League, vinta per la seconda volta consecutiva dal Győri ETO, e venendo anche premiata come miglior centrale del torneo.
Il 10 ottobre 2020 ha realizzato la sua millesima rete con la maglia del Győri ETO nel corso della partita contro le danesi dell'Odense, valevole per la fase a gruppi dell'EHF Champions League 2020-21. Complessivamente, ha realizzato 1036 reti nelle competizioni europee, record superato dopo quasi due anni da Jovanka Radičević. Il 4 giugno 2021 ha giocato la sua ultima partita prima di ritirarsi dall'attività agonistica, in occasione dell'ultima giornata di campionato contro il Mosonmagyaróvár, al termine della quale il presidente del Győri ETO ha annunciato il ritiro della maglia numero 13, indossata da Anita Görbicz nella sua carriera.
Il 1º luglio 2021 ha assunto l'incarico di direttore sportivo della squadra femminile di pallamano del Győri ETO. Il 5 aprile 2022 è diventata presidente del Győri ETO.

### Nazionale

Anita Görbicz (alla destra) nel 2011 con la maglia della nazionale ungherese.

Anita Görbicz ha fatto parte della selezione nazionale ungherese sin da giovanissima, prendendo parte al campionato mondiale giovanile del 2001, concluso al secondo posto. Nel 2002 ha fatto il suo esordio con la nazionale maggiore, con la quale ha collezionato 233 presenze e realizzato 1111 reti. Con la nazionale ha partecipato a svariate fasi finali del campionato mondiale e del campionato europeo, nonché a due edizioni dei Giochi Olimpici, nel 2004 e nel 2008.
Il miglior risultato ottenuto è rappresentato dal secondo posto al campionato mondiale 2003, a seguito della sconfitta in finale contro la Francia, ma venendo eletta miglior centrale del torneo. Ottenne lo stesso riconoscimento anche nell'edizioni 2005 e 2007 e tornando a vincerlo anche nel 2013. Ai campionati europei ha raggiunto il miglior risultato con due terzi posti nell'edizione ospitata in Ungheria nel 2004 e nel 2012.
Il 27 novembre 2015 ha segnato la sua millesima rete in nazionale in occasione di una partita contro l'Ucraina. Ha annunciato il suo ritiro dalla nazionale ungherese il 10 dicembre 2017, subito dopo l'eliminazione della nazionale dagli ottavi di finale del campionato mondiale.

## Palmarès

### Club
- Campionato ungherese: 13

Győri ETO KC: 2004-05, 2005-06, 2007-08, 2008-09, 2009-10, 2010-11, 2011-12, 2012-13, 2013-14, 2015-16, 2016-17, 2017-18, 2018-19
- Coppa d'Ungheria: 15

Győri ETO KC: 2004-05, 2005-06, 2006-07, 2007-08, 2008-09, 2009-10, 2010-11, 2011-12, 2012-13, 2013-14, 2014-15, 2015-16, 2017-18, 2018-19, 2020-21
- EHF Champions League: 5

Győri ETO KC: 2012-13, 2013-14, 2016-17, 2017-18, 2018-19

### Nazionale
- Campionato mondiale giovanile

 Argento: Ungheria 2001
- Campionato mondiale

 Argento: Croazia 2003
 Bronzo: Russia 2005
- Campionato europeo

 Bronzo: Ungheria 2004, Serbia 2012

### Individuale
- Miglior giocatrice dell'anno IHF: 1

2005
- Giocatrice ungherese dell'anno: 6

2005, 2006, 2007, 2013, 2014, 2017
- Migliore centrale al campionato mondiale: 4

Croazia 2003, Russia 2005, Francia 2007, Serbia 2013
- Migliore centrale dell'EHF Champions League: 1

2013-14
- Migliore marcatrice del campionato ungherese: 1

2008
- Migliore marcatrice dell'EHF Champions League: 2

2011-12, 2013-14